# Qero
 (novembre 2023).
Si vous disposez d'ouvrages ou d'articles de référence ou si vous connaissez des sites web de qualité traitant du thème abordé ici, merci de compléter l'article en donnant les références utiles à sa vérifiabilité et en les liant à la section « Notes et références ».

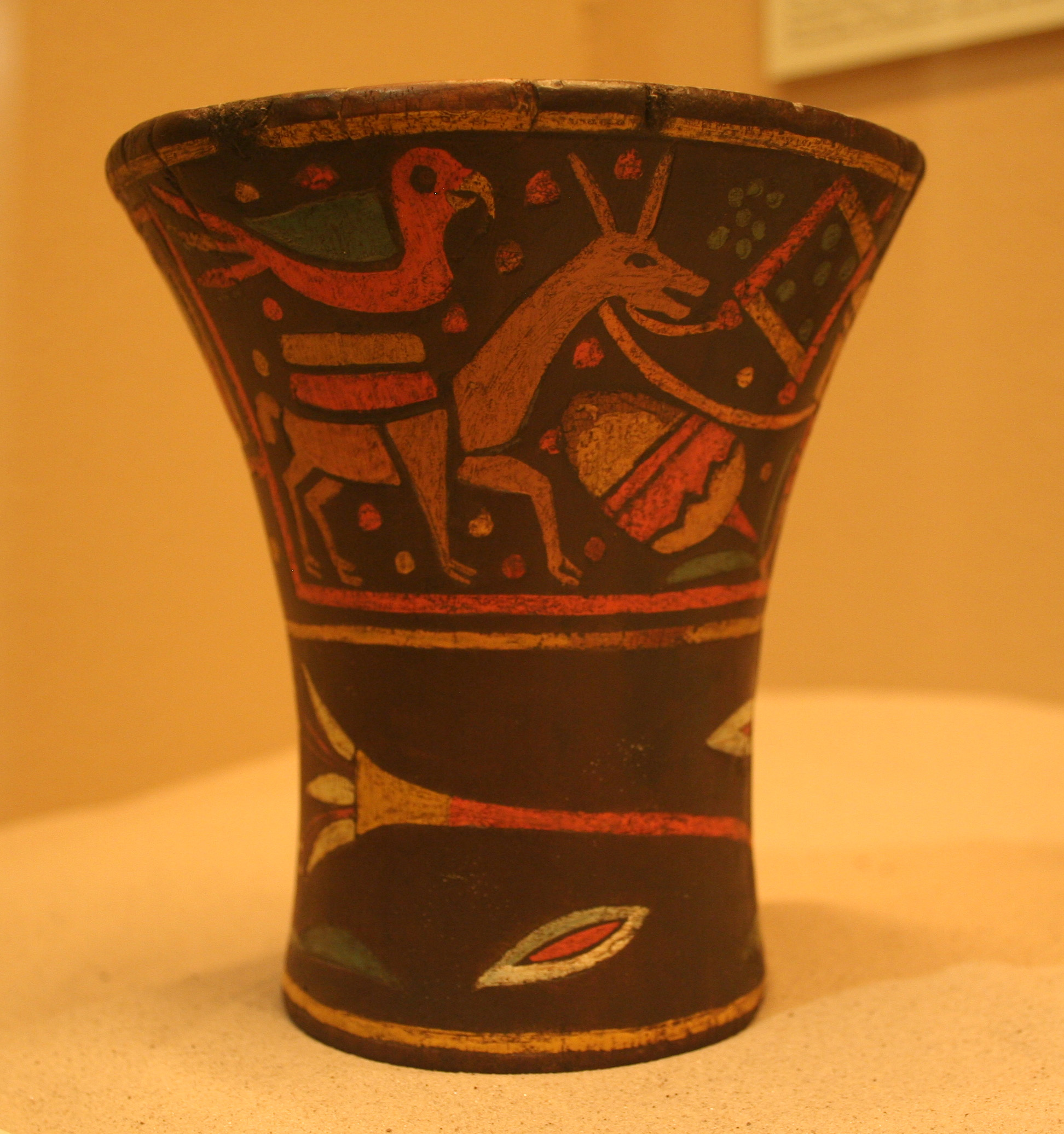
Un q'ero péruvien précolombien au Musée Roemer et Pelizaeus.

Le Qero est un type de vase d'or, d'argent ou de bois contenant les offrandes votives offertes lors de cérémonies rituelles, ou servant pour les libations, dans le Pérou ancien.
Ils s'utilisent par paire, chaque qero représentant l'un des deux mondes connus, celui d'en-haut et celui d'en-bas. À l'époque inca, ils servaient également d'élément d'échange entre familles.
Ils sont fabriqués en grand nombre en Bolivie et dans le sud du Pérou, aux époques inca et coloniale (essentiellement du XVe au XVIIIe siècle) par des artisans appelés querocamayocs (c'est-à-dire « charpentiers »).